# Star*Drive
Star*Drive es un escenario de campaña de ciencia ficción publicado en 1998 por TSR, Inc. para el juego de rol Alternity. Sus creadores fueron David Eckelberry y Richard Baker. Esta ambientación requiere el uso del Manual del Jugador y la Guía del Máster del sistema de juego Alternity, ligeramente diferente al Dungeons & Dragons. El juego no se publicó en español. El manual d20 Future para el sistema d20 Moderno sí hace referencia a Star*Drive como posible escenario de campaña.

## Ambientación
Nos encontramos en el siglo XXVI, a principios del año 2501. La humanidad ha conseguido el acceso a la tecnología que permite sobrepasar la velocidad de la luz en los viajes interestelares, denominada stardrive (que podemos traducir libremente como motor estelar) gracias a un intercambio tecnológico entre los humanos y la raza alienígena conocida como Fraal. Tras un periodo de colonización estelar de mundos que reuniesen las condiciones de habitabilidad necesarias para el ser humano, se establecen seis grandes grupos de poder. Poco a poco nacen nuevas potencias que constituyen el Imperio Terrano en el 2250. La tensión entre las colonias lleva a la primera confrontación galáctica en el 2299, que finaliza 13 años después, en el 2312 con el resquebrajamiento del orden mundial en 26 naciones estelares.
Una segunda guerra, aún más cruenta, comienza en el 2346, alentada por una rebelión de mutantes. Esto frenará la expansión de los humanos, alejándolos de su evolución y aislando multitud de colonias. El enfrentamiento continuará durante más de un siglo, dejando mundos devastados, alianzas, y naciones en graves dificultades económicas. Al fin, en el 2472, la guerra finaliza con la firma de la Concordia Galáctica. Este acuerdo mantiene la paz, a duras penas, durante las últimas tres décadas.
En el transcurso de los últimos cinco siglos, los humanos contactaron con varias razas alienígenas. Los primeros fueron los Fraal en el sistema solar, precursores de las historias de "hombrecillos grises" del siglo XX, seguidos de los brutales Weren, los cibernéticos Mechalus, los reptilianos T'sa, y los escurridizos Sesheyan. En total se contabilizan más de 50 especies sintientes, con diversos grados de desarrollo. Algunas son consideradas formas de vida limitadas.
Al principio del siglo vigesimosexto la estructura política y social de la Humanidad se constituye en Naciones Estelares, países, ricas corporaciones o federaciones que tratan de recuperar sus antiguas colonias. 
Las principales son : Austrin-Ontis Unlimited, República Borealis, Comuna Hatire, Insight, Dominio Nariac, Liga Orion, Teocracia Orlamu, Consorcio Estelar Rigunmor, Imperio Thuldan, Unión Solar, Voidcorp...

## Novelas
Varios autores han escrito novelas basadas en estre universo, entre los cuales se encuentra Diane Duane.